# María Mercedes
María Mercedes är en mexikansk såpopera från 1992-1993, med Thalía och Arturo Peniche i huvudrollerna.

## Rollista (i urval)
- Thalía – María Mercedes "Meche" Muñoz González de Del Olmo
- Arturo Peniche – Jorge Luis Del Olmo Morantes
- Carmen Salinas - Doña Filogonia
- Laura Zapata - Malvina Morantes Vda. de Del Olmo
- Jaime Moreno - Rodolfo Mancilla
- Gabriela Goldsmith - Maria Magnolia González de Mancilla
- Fernando Ciangherotti - Santiago Del Olmo

### Fotnoter
Den här artikeln är helt eller delvis baserad på material från engelskspråkiga Wikipedia, tidigare version.